# Bogdan Hoff
Bogdan Hoff (ur. 16 listopada 1865 w Koźminie Wielkopolskim, zm. 19 lipca 1932 w Wiśle) – polski artysta plastyk, architekt, etnograf.

## Życiorys
Był synem Bogumiła Hoffa, krajoznawcy i malarza amatora, oraz Jadwigi z Melenthinów, którzy ślub zawarli w 1865 w Koźminie Wielkopolskim. 
Absolwent szkoły technicznej kolei terespolskiej w Warszawie, którą ukończył w 1885, Akademii Sztuk Pięknych w Krakowie oraz technikum w Wiedniu. Pracował krótko w Kołomyi i Krakowie, w 1897 objął pracę nauczyciela plastyki w gimnazjum w Cieszynie. Na początku XX wieku osiadł na stałe w Wiśle i kontynuował prace ojca nad przekształceniem miasta w miejscowość letniskową i wczasową z przyjacielem Julianem Ochorowiczem.
Należał, obok ks. Józefa Londzina i Jerzego Warchałowskiego, do twórców wystawy ludoznawczej w Cieszynie w 1903, co stanowiło początek zbiorów Polskiego Towarzystwa Ludoznawczego na Śląsku w Cieszynie. W 1908 zakładał Stowarzyszenie Miłośników Wisły. Opuścił Wisłę na kilkanaście lat w 1914, służył w 1 Pułku Ułanów 1 Brygady Legionów Polskich i Wojsku Polskim [dochodząc do stopnia porucznika pionierów (saperów)], pracował też jako nauczyciel rysunków w warszawskim gimnazjum im. Mikołaja Reya. Po powrocie do Wisły (1926) nadal uczestniczył w dążeniach do uczynienia z miejscowości ośrodka letniskowego.
Jako malarz tworzył głównie prace krajobrazowe Wisły i okolic, utrwalał też miejscowy folklor.
Pochowany został na cmentarzu ewangelickim „Na Groniczku” w Wiśle.